# Donnie McDougall
Donnie McDougall (Winnipeg, 5 novembre 1948) è un chitarrista e compositore canadese noto principalmente come membro dei The Guess Who.

## Biografia
Iniziata la carriera professionistica nel 1967, si unì al gruppo The Guess Who nel 1972, in sostituzione di Greg Leskiw che decise di intraprendere la carriera solista.
La sua prima esibizione nell'album è stata nel disco Live At The Paramount, registrato a Seattle, Washington. McDougall ha cantato "Glace Bay Blues" in quell'album. Nel seguente album in studio Artificial Paradise , McDougall ha preso la voce solista in due tracce, "Samantha's Living Room" e "Lost and Found Town", da egli stesso composte.
L'album fu il primo senza la voce solista di Burton Cummings e, sebbene sia stato un successo di critica, McDougall non cantò negli album successivi.  
McDougall lasciò la band nel 1974 dopo aver ultimato le registrazioni dell'album Road Food, ma si presentò come cantante principale di un Guess Who riformato (meno Burton Cummings) alla fine degli anni '70 e negli anni '80.
Nel 1996  McDougall creò la sua versione di Guess Who chiamata The Best of the Guess Who, che includeva l'ex membro Bill Wallace.
Fece parte della reunion  2000 che ha fatto due tour attraverso il paese (con Burton Cummings, Randy Bachman, Garry Peterson e Bill Wallace).
Dal 2010 al 2016 fu anche leader di una sua propria band, denominata Donnie McDowell Band.

## Discografia

### Solista
- 2003 - Best Wishes
- 2006 - So Good

### Con i Guess Who
- 1972 - Rockin'
- 1973 - Artificial Paradise
- 1974 - Road Food
- 1974 - Flavours

### Collaborazioni
- 2013 - Artistry: A Tribute to Stan Kenton